# Phleogena
Phleogena Link (suchogłówka) – rodzaj grzybów z rodziny suchogłówkowatych (Phleogenaceae). W Polsce występuje jeden gatunek.

## Charakterystyka
Nadrzewne grzyby saprotroficzne rozwijające się na drewnie drzew liściastych i iglastych. Bazydiokarp niewielki (wysokość do 1 cm), o suchej konsystencji, złożony z trzonu i główki.

## Systematyka i nazewnictwo
Rodzina utworzona została w 1833 r. przez J.H.F. Linka.
Pozycja w klasyfikacji według Index Fungorum: Phleogenaceae, Atractiellales, Incertae sedis, Atractiellomycetes, Pucciniomycotina, Basidiomycota, Fungi.
Polską nazwę nadał Władysław Wojewoda w 2003 r., wcześniej opisywał ten rodzaj pod nazwą główka.
Gatunki:
- Phleogena decorticata (Schwein.) G.W. Martin 1944
- Phleogena faginea (Fr.) Link 1833 – suchogłówka korowa
- Phleogena sphaerocephala (Berk. & Broome) Killerm. 1928

Nazwy naukowe na podstawie Index Fungorum. Nazwa polska według Władysława Wojewody.